# برنس تشارلز الكسندر
برنس تشارلز الكسندر (بالإنجليزية: Prince Charles Alexander)‏ هو مهندس الصوت ومنتج أسطوانات وملحن أمريكي، ولد في 2 أبريل 1958 في بوسطن في الولايات المتحدة.

## وصلات خارجية
- برنس تشارلز الكسندر على موقع ميوزك برينز (الإنجليزية)
- برنس تشارلز الكسندر على موقع ديسكوغز (الإنجليزية)